# Helen Kijo-Bisimba
Hel(l)en Kijo-Bisimba (nacido en 1954) es una activista de los derechos de la mujer en Tanzania.

## Su Vida
Ella nació en 1954 en la región del Kilimanjaro en Tanzania.  Ella fue a la escuela en la región de Tanwe en ???  escuela donde era subdirectora.  Ella se sintió víctima cuando fue acusada de enviar una carta insultante al director.  La suspensión resultante moldeó su sensación de justificación cuando tuvo que admitir el hecho a pesar de su inocencia.
Luego obtuvo un doctorado de la Universidad de Warwick.
Ella se ocupó de la mutilación genital femenina.  La mutilación genital femenina se hizo ilegal en Tanzania en 1998, pero luego se calculó que el 10% de las niñas aún sufren este tratamiento.
Kijo-Bisimba fue nombrada directora ejecutiva del Centro Legal y de Derechos Humanos (LHRC) y se retiró en 2018.  Fue reemplazada por Anna Aloys Henga, quien fue reconocida en 2019 como una Mujer de Coraje.